# 밀회 (2014년 드라마)
《밀회》는 2014년 3월 17일부터 2014년 5월 13일까지 JTBC에서 방송된 월화 드라마이다.

## 줄거리
성공을 위해 앞만 보고 달리던 예술재단 기획실장 오혜원(김희애)과 천재 피아니스트 이선재(유아인)의 음악적 교감과 처절한 사랑을 그린 뮤지컬 멜로 드라마.

## 등장 인물

### 주요 인물
- 김희애 : 오혜원 역
- 유아인 : 이선재 역
- 박혁권 : 강준형 역

### 서한예술재단 인물들
- 심혜진 : 한성숙 역
- 김혜은 : 서영우 역
- 김용건 : 서필원 역

### 선재 주변인물들
- 경수진 : 박다미 역
- 최태환 : 손장호 역
- 이칸희 : 명화 역

### 서한음대 인물들
- 김창완 : 민용기 역
- 박종훈 : 조인서 역
- 신지호 : 지민우 역
- 진보라 : 정유라 역
- 양민영 : 김인주 역

### 그외 인물들
- 윤복인 : 윤지수 역
- 길해연 : 백선생 역
- 백지원 : 왕정희 역
- 장소연 : 안세진 역
- 정의순 : 미순 역
- 손광업
- 이미자
- 김시영 : 헤어샵 차원장 역
- 이화룡 : 최강사 역
- 허정도 : 임종수 역
- 이지수 : 헤어샵 직원 역
- 김권 : 신우성 역
- 김기현
- 남문철
- 손종학 : 비서실장 역
- 오만석
- 김신재 : 장시은 역
- 김유지
- 김남진
- 박채익 : 통제실 차대리 역
- 김보민
- 장용철 : 진교수 역
- 전석찬 : 이선재 담임 역
- 이철희
- 권빈
- 정진서
- 신선린
- 신선경
- 박근형
- 오일영
- 견민성
- 김효숙
- 김승환
- 김락형
- 김보경
- 염순식
- 장정애
- 오대석 : 김형사 역
- 서정연 : 조선족 아줌마 역
- 신성숙
- 장준휘 : 공연과장 역
- 다리오
- 최현숙 : 옥진 역
- 김도균 : 모텔 사장 역
- 이윤희 : 유심조 역
- 권혁민
- 서이규
- 헨니 사브나이에 : 양복 장인 역
- 박진영
- 주형준
- 김지선
- 김정영 : 편집장 역
- 서평민
- 서원석
- 조노아
- 이민성
- 김연아
- 김선화 : 소정 역
- 이정은
- 이선영
- 김주아
- 박유미
- 김홍련
- 정진아
- 김규현 : 규현 역
- 송태진 : 태진 역
- 조푸름 : 푸름 역
- 이무생 : 임실장 역
- 이현경
- 이선희
- 박연두

### 특별출연
- 장현성 : 김인겸 역 (10회~16회)
- 인천시립교향악단(지휘 이경구) (10회)

## 제작진
- 연출 : 안판석
- 극본 : 정성주
- 책임프로듀서 : 박준서
- 제작 : 이동익, 배익현, 조준형
- 프로듀서 : 김의석
- 촬영 : 강승기
- 조명 : 유철
- 미술 : 이철호
- 음악 : 이남연
- 편집 : 조은경
- 조연출 : 김상호, 김보경, 이은창 (3회~16회)

## 음악

### 밀회 OST
| #            | 제목 | 작곡         | 재생 시간 |
| ------------ | --- | ------------ | --------- |
| 1.           | 〈Opening Credits〉 | 이남연       | 0:54      |
| 2.           | 〈Bach : The Well-Tempered Clavier Book I Prelude No.1 in C major BWV.846 / Tchaikovsky : The Seasons Op.37b - IV. April 'Snowdrop'〉 |              | 5:09      |
| 3.           | 〈Schubert : Fantasia in F minor for Piano 4 Hands Op.103 D.940〉                                                                     |              | 6:21      |
| 4.           | 〈Beethoven : Piano Sonata No.23 in F minor Op.57 'Appassionata'〉                                                                    |              | 3:59      |
| 5.           | 〈Four Hands〉 | 이남연       | 4:50      |
| 6.           | 〈Chatting I〉 | 이남연       | 3:05      |
| 7.           | 〈Chatting II〉 | 이남연       | 2:50      |
| 8.           | 〈Affair〉 | 이남연       | 5:27      |
| 9.           | 〈Mozart : Sonata for Piano 4 Hands in C major K.521〉                                                                                |              | 2:16      |
| 10.          | 〈Rachmaninov : Rhapsody in a Theme of Paganini Op.43〉                                                                               |              | 7:03      |
| 11.          | 〈The Book〉 | 이남연       | 3:04      |
| 12.          | 〈Dialogue〉 | 이남연       | 1:58      |
| 13.          | 〈Warmhearted〉 | 이남연       | 5:02      |
| 14.          | 〈Mozart : Rondo No.3 in A minor K.511〉                                                                                              |              | 5:44      |
| 15.          | 〈Devotion〉 | 이남연       | 5:42      |
| 16.          | 〈End Credits : Waltz Finale〉 | 이남연       | 1:01      |
| 총 재생 시간 | 총 재생 시간 | 총 재생 시간 | 1:04:25   |

### 삽입곡
| 곡명                                                                               | 설명                                                          | 등장 회차     | 연주하는 인물     | 비고                                |
| ---------------------------------------------------------------------------------- | ------------------------------------------------------------- | ------------- | ----------------- | ----------------------------------- |
| Bartok : Suite for Piano, Op.14 Sz.62                                              | 버르토크 피아노 모음곡                                        | 1회           | 이선재            | 3악장                               |
| Schubert : Fantasia in F minor for Piano Four-Hands, Op.103 D.940                  | 슈베르트 네 손을 위한 환상곡 바단조                           | 1회           | 조인서, 지민우    |                                     |
| Schubert : Fantasia in F minor for Piano Four-Hands, Op.103 D.940                  | 슈베르트 네 손을 위한 환상곡 바단조                           | 1회, 2회, 5회 | 이선재            | 솔로 편곡                           |
| Schubert : Fantasia in F minor for Piano Four-Hands, Op.103 D.940                  | 슈베르트 네 손을 위한 환상곡 바단조                           | 2회           | 오혜원, 이선재    |                                     |
| Beethoven : Piano Concerto No.5 in E flat major, Op.73 'Emperer'                   | 베토벤 피아노 협주곡 5번 내림마장조 '황제'                    | 1회           | 조인서            | 1악장                               |
| Smetana : Piano Trio in G minor, Op.15                                             | 스메타나 피아노 삼중주 사단조                                 | 1회           | 강준형, 김인주 외 | 3악장                               |
| Bach : The Well-Tempered Clavier Book I Prelude and Fugue No.1 in C major, BWV.846 | 바흐 평균율 클라비어곡집 1권 전주곡과 푸가 1번 다장조         | 2회           | 이선재            |                                     |
| Liszt : Grandes Études de Paganini S.141, No.4 in E major 'Arpeggio'               | 리스트 파가니니 대연습곡 4번 마장조 '아르페지오'              | 2회           | 이선재            |                                     |
| Mozart : Piano Sonata No.8 in A minor, K.310                                       | 모차르트 피아노 소나타 8번 가단조                             | 2회           | 이선재            | 1악장                               |
| Beethoven : Piano Sonata No.23 in F minor, Op.57 'Appassionata'                    | 베토벤 피아노 소나타 23번 바단조 '열정'                       | 2회           | 이선재            | 3악장                               |
| Tchaikovsky : The Seasons Op.37b - IV. April 'Snowdrop'                            | 차이코프스키 사계 중 4월 '눈꽃'                               | 2회, 5회      | 이선재            |                                     |
| Beethoven : Piano Sonata No.21 in C major, Op.53 'Waldstein'                       | 베토벤 소나타 21번 다장조 '발트슈타인'                        | 3회           | 정유라            | 1악장                               |
| Schubert : Wanderer Fantasie in C major Op.15 D.760                                | 슈베르트 방랑자 환상곡 다장조                                 | 3회           | 이선재            | 1악장                               |
| Gustav Lange：Blumenlied, Op.39                                                    | 구스타프 랑게의 '꽃노래'                                      | 3회, 4회      |                   |                                     |
| Chopin : Cello Sonata in G minor, Op.65                                            | 쇼팽 첼로 소나타 사단조                                       | 4회           | 장시은, 김인주    | 3악장                               |
| Chopin : Étude Op.10 No.1 in C major                                               | 쇼팽 연습곡 10-1번 다장조                                     | 5회           | 이선재            |                                     |
| Mozart : 12 Variations on 'Ah! vous dirai-je, Maman', K.265                        | 모차르트 '아! 말씀드릴게요, 어머니' 주제에 의한 12개의 변주곡 | 5회, 6회      | 이선재            | 일명 작은 별 변주곡                 |
| Mozart : Sonata for Piano Four-Hands in C major, K.521                             | 모차르트 네 손을 위한 피아노 소나타 다장조                    | 5회           | 오혜원, 이선재    | 1악장                               |
| Liszt : Rhapsodie Espagnole, S.254                                                 | 리스트 스페인 광시곡                                          | 6회, 7회      | 이선재            |                                     |
| Lili Marleen                                                                       | 릴리 마를렌                                                   | 7회, 12회     | 한성숙            | 한국어 개사 버전                    |
| Rachmaninov : Rhapsody on a Theme of Paganini, Op.43                               | 라흐마니노프 파가니니 주제에 의한 광시곡                      | 8회, 10회     | 이선재, 오혜원    | 피아노 반주 버전                    |
| Rachmaninov : Rhapsody on a Theme of Paganini, Op.43                               | 라흐마니노프 파가니니 주제에 의한 광시곡                      | 9회, 11회     | 이선재            | 피아노 반주 버전                    |
| Rachmaninov : Rhapsody on a Theme of Paganini, Op.43                               | 라흐마니노프 파가니니 주제에 의한 광시곡                      | 10회          | 이선재            | 오케스트라 협연                     |
| Brahms : 6 Klavierstücke Op.118, No.2 Intermezzo in A major                        | 브람스 6개의 피아노 소품 2번 간주곡 가장조                    | 10회, 12회    | 이선재            |                                     |
| Piano Man                                                                          | 빌리 조엘의 피아노 맨                                         | 12회          |                   |                                     |
| Saint-Saëns : Cello Sonata No.1 in C Minor, Op.32                                  | 생상스 첼로 소나타 1번 가단조                                 | 12회          | 이선재, 장시은    | 1악장                               |
| Dvorak : Piano Quintet No.2 in A major, Op.81 B.155                                | 드보르작 피아노 오중주 2번 가단조                             | 13회~16회     | 이선재, 장시은 외 |                                     |
| Black Swan & Libertango                                                            | 신지호가 편곡한 발레곡 《백조의 호수》와 리베르탱고           | 14회          | 지민우            | 재즈 편곡                           |
| Chong Park : 6 Little Variations on the Theme of 'Ah! vous dirai-je, Maman'        | 박종훈이 드라마 삽입곡으로 작곡한 작은 별 변주곡              | 14회          | 지민우            | 2014년 5월 7일 싱글발매 정성주 헌정 |
| Chong Park : 6 Little Variations on the Theme of 'Ah! vous dirai-je, Maman'        | 박종훈이 드라마 삽입곡으로 작곡한 작은 별 변주곡              | 14회          | 이선재            | 2014년 5월 7일 싱글발매 정성주 헌정 |
| Mozart : Rondo for Piano No.3 in A minor, K.511                                    | 모차르트 피아노를 위한 론도 3번 가단조                        | 15회, 16회    | 이선재            |                                     |
| Chopin : 2 Nocturne Op.62, No.1 in B major                                         | 쇼팽 야상곡 나장조 (야상곡 17번)                              | 16회          | 조인서            |                                     |

## 수상 경력
- 2014년 제 50회 백상예술대상 TV부문 극본상 정성주
- 2014년 제 50회 백상예술대상 TV부문 연출상 안판석
- 2014년 제 9회 서울 드라마 어워즈 여자 연기상 김희애
- 2014년 제 3회 에이판 스타 어워즈 장편드라마 여자 최우수연기상 김희애
- 2014년 제 3회 에이판 스타 어워즈 작가상 정성주
- 2014년 제 3회 에이판 스타 어워즈 여자 조연상 김혜은

## 시청률
| 2014년 | 2014년   | 2014년 |
| 회차   | 방송일   | 시청률 |
| ------ | -------- | ------ |
| 제1회  | 3월 17일 | 2.574% |
| 제2회  | 3월 18일 | 3.104% |
| 제3회  | 3월 24일 | 3.188% |
| 제4회  | 3월 25일 | 4.062% |
| 제5회  | 3월 31일 | 3.418% |
| 제6회  | 4월 1일  | 3.890% |
| 제7회  | 4월 7일  | 3.671% |
| 제8회  | 4월 8일  | 3.317% |
| 제9회  | 4월 14일 | 3.190% |
| 제10회 | 4월 15일 | 3.493% |
| 제11회 | 4월 28일 | 3.453% |
| 제12회 | 4월 29일 | 3.928% |
| 제13회 | 5월 5일  | 3.844% |
| 제14회 | 5월 6일  | 4.196% |
| 제15회 | 5월 12일 | 4.559% |
| 제16회 | 5월 13일 | 5.372% |

## 결방
- 2014년 4월 21일, 4월 22일 : 세월호 침몰 사고에 따른 뉴스특보 방송